# 橄榄粗安岩
橄榄粗安岩（Mugearite）是一种含奥长石的玄武岩，由橄榄石、磷灰石和不透明氧化物组成，橄榄粗安岩中主要的长石是奥长石。
1904年，英国地质学家阿尔弗雷德·哈克（Alfred Harker）在苏格兰斯凯岛上的穆格里（Mugeary）首次发现了这种岩石。这种橄榄粗安岩形成于地球地质史上苏格兰西部火山活动期的古近纪，马尔岛上也出现了这一时期的橄榄粗安岩露头。
在火山岩TAS分类中，橄榄粗安岩被划归为富钠玄武粗安岩。
对好奇号火星车所发现的一块名为“杰克·马蒂耶维奇”（或“杰克·马”）的火星岩石分析，美国宇航局的工程师确定该火星岩石与地球上喷发的橄榄粗安岩非常相似[2][4][5][6]。